# Gert Vermersch
Gert Vermersch is een Vlaamse sportjournalist bij Het Nieuwsblad en Formule 1-commentator bij Telenet Play Sports. Daarnaast is hij ook eigenaar van Amarillo Communications.

## Biografie
Volgens zijn moeder kende Gert Vermersch de namen van automerken sneller dan die van zijn vier zussen. Zo begon zijn liefde voor autosport al op jonge leeftijd. Die liefde ontwikkelde zich pas helemaal na zijn studies aan de Arteveldehogeschool. Hier studeerde hij van 1988-1990 voor een Bachelors degree in de Communicatie en Media. Hij koos dan uiteindelijk voor de journalistiek en ging aan de slag bij Het Nieuwsblad. Hier begon hij als redactiemedewerker in 1992. Hij belandde al snel op de afdeling over autosport in 1994 en zo ontwikkelde de liefde voor autosport zich verder. Vermersch is nu zelfstandige autosportjournalist, toch verwijst hij zelf liever naar de term verslaggever. Later in 1998 ging hij ook aan de slag voor Canal+ als commentator. Hier bleef Vermersch drie jaar waarna hij voor VRT hetzelfde werk ging doen. Zo schakelde hij gedurende zijn loopbaan bij Het Nieuwsblad dus een paar keer tussen enkele zenders. In 2010 stopte hij bij VRT en in 2014 startte hij bij Play Sports, waar hij tot op de dag van vandaag nog steeds de Formule 1-fans van commentaar voorziet samen met Kris Wauters.    

## Loopbaan
| Medium                  | Datum                        | Functie                    |
| ----------------------- | ---------------------------- | -------------------------- |
| Het Nieuwsblad          | september 1992 - heden       | redacteur / sportredacteur |
| Amarillo Communications | september 1992 - heden       | Eigenaar                   |
| CANAL+                  | mei 1998 - november 2001     | Sport commentator          |
| VRT                     | maart 2002 - november 2010   | Sport commentator          |
| SBS Belgium             | maart 2011 - november 2013   | Sport commentator          |
| SRO Motorsport Group    | januari 2014 - december 2018 | Mediaredacteur             |
| Telenet Play Sports     | maart 2014 - heden           | Sport commentator          |